# 彼得羅韋 (切爾尼希夫區)
51°33′31″N 31°39′6″E / 51.55861°N 31.65167°E

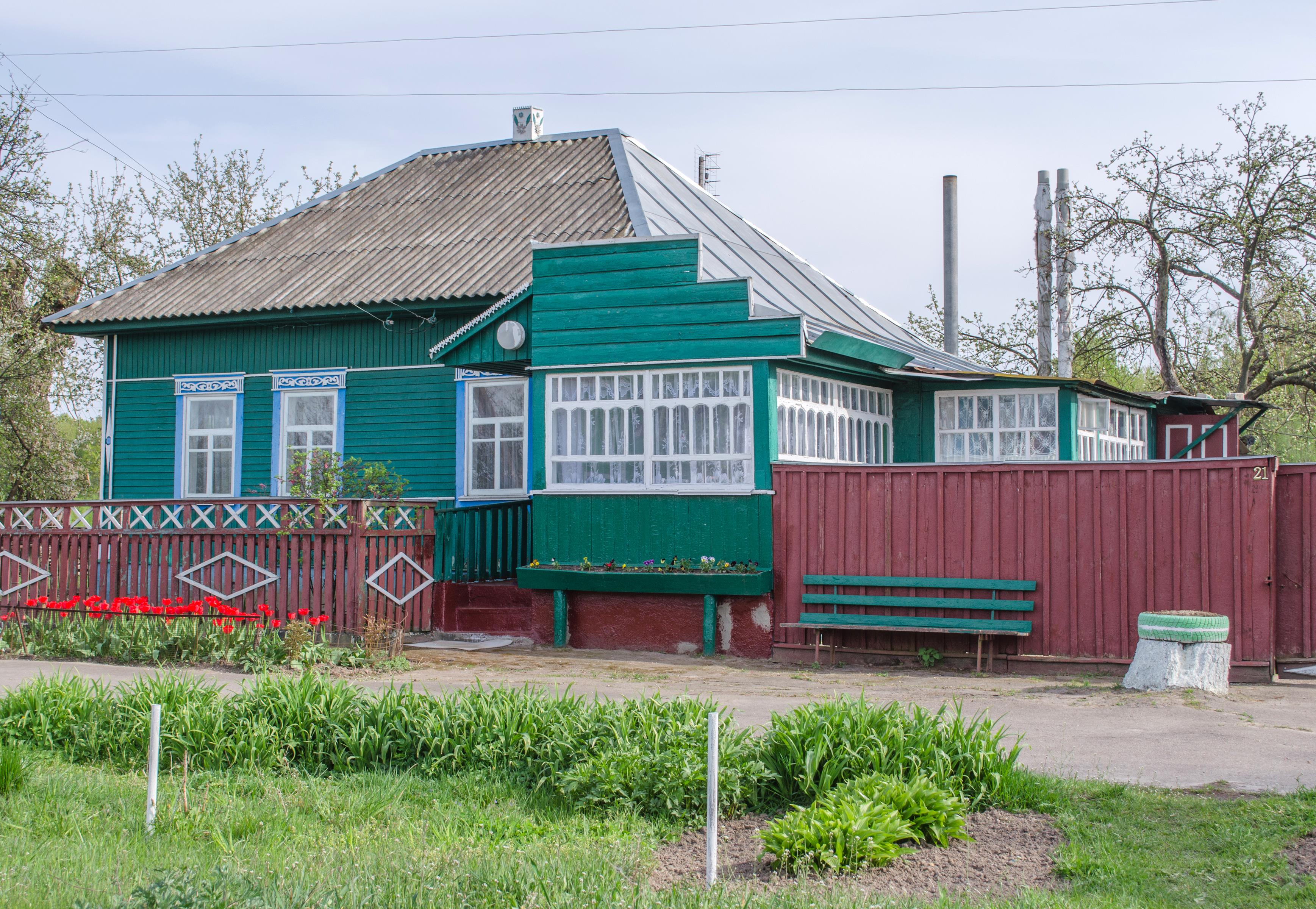

彼得羅韋（烏克蘭語：Петрове），是烏克蘭北部切爾尼希夫州切爾尼希夫區基塞利夫卡市镇的村落。始建於1920年，面積0.15平方公里，海拔高度114米，2001年人口36，人口密度每平方公里240人。